# Televisão no Reino Unido

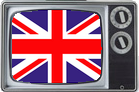
A televisão britânica.

A televisão no Reino Unido inclui redes públicas, em serviço desde 1936, e ofertas pagas por cabo, satélite ou ADSL, para uma grande variedade de canais temáticos (mais de 480). A transição para o digital está em andamento, com o objetivo de parar a TV analógica em 2012.
A televisão britânica tem uma forte tradição de qualidade e estabilidade: desde a década de 1970, o panorama audiovisual não mudou muito. Mesmo que existam canais privados, todo o sistema de televisão tem um serviço público "colorido": os canais privados, até hoje, são autorregulados e seus objetivos são definidos e monitorados. A televisão do Reino Unido é dividida em duas partes principais: a BBC e a televisão privada.

## História
Sob a influência da desregulamentação americana, o governo conservador de Margaret Thatcher e os jornais de seu aliado político, Rupert Murdoch, lançaram uma campanha de ataque contra transmissões públicas.
Thatcher usou um economista de direita como consultor para fazer uma dura acusação contra o sistema de televisão pública; mas a legislação resultante dessa ação, a Lei de Radiodifusão de 1990, foi muito menos radical na privatização do sistema público de televisão britânico do que os defensores do serviço público temiam.
A onda de desregulamentação foi enfraquecida pelo forte apoio da ala tradicionalmente paternalista do Partido Conservador pela mistura de impostos e televisão comercial que existia no Reino Unido desde os anos cinquenta. Em qualquer caso, o impacto da legislação do governo de Thatcher não deve ser subestimado, especialmente no que diz respeito à IPV, a rede estritamente regulada por licenças comerciais estabelecidas em 1955 que operavam sob o controle do serviço público.
Nos anos noventa, o ITV passou de 14 estações regionais concedidas exclusivamente por seis empresas, para o monopólio real de duas empresas: Granada Media Group e Carlton. Além disso, a TV a cabo e por satélite foi introduzida no Reino Unido para permitir que a British Sky Broadcasting de Murdoch ganhasse um monopólio virtual das novas tecnologias de TV.
O ato de cabo de 1994 teve como objetivo introduzir a TV a cabo em um regime de baixa regulamentação, mas a introdução desta falha devido ao fato de que o governo Thatcher não deu apoio estatal às empresas interessadas neste setor. Como resultado do fracasso em introduzir a introdução da TV por cabo, em meados dos anos 90, a British Sky Broadcasting dominou completamente o sector da televisão por assinatura, ajudando neste objectivo pelos direitos sobre eventos desportivos cujas receitas foram posteriormente utilizadas para dominar o mercado de TV digital.

## Produção
A partir de 2002, 27.000 horas de programação original são produzidas no setor de televisão do Reino Unido, excluindo notícias, a um custo de £ 2,6 bilhões. A Ofcom anunciou que 56% (£ 1,5 bilhão) de produção é feita internamente pelos proprietários do canal e o restante pelas produtoras independentes. A Ofcom está aplicando uma quota de produção independente de 25% para os operadores de canal, conforme estipulado na Broadcasting Act 1990.

### Produção interna
A ITV plc, a empresa que possui 12 das 15 franquias regionais da ITV, definiu seu braço de produção, a ITV Studios, como uma meta de produzir 75% da programação da ITV, o máximo permitido pela Ofcom. Isso seria muito dinheiro, de 54% atualmente, como parte de uma estratégia para tornar o ITV líder de conteúdo, principalmente para dobrar as receitas de produção para £ 1,2 bilhão até 2012. Atualmente, a ITV Studios produz programas como Coronation Street, Emmerdale e Heartbeat.

### Produção independente
Um setor de produção independente cresceu no Reino Unido, como consequência do lançamento do Channel 4 em 1982, e dos 25% de participação independente da Broadcasting Act. Empresas notáveis incluem a Talkback Thames, a Endemol UK, a Hat Trick Productions e a Tiger Aspect Productions.

## Licenciamento
Transmissão de televisão, de qualquer fonte. Isso inclui os canais comerciais, as transmissões por cabo e por satélite. O dinheiro da taxa de licença é usado para fornecer conteúdo de rádio, televisão e Internet para a BBC e programas de televisão em idioma galês para o S4C. A BBC dá os seguintes números para a compra de receita de taxas de licença:
- 50% – BBC One e BBC Two
- 15% – TV e rádio locais
- 12% – redes de rádios
- 10% – digital (BBC Three, BBC Four, BBC News 24, Parlamento da BBC, CBBC, CBeebies)
- 10% – custos de transmissão e cobrança de taxas de licença
- 3% – BBC Online, Ceefax e Conteúdo Interativo (incluindo bbc.co.uk e BBC Red Button)

## Prêmios
Os British Academy Television Awards são os prêmios mais prestigiados da indústria de televisão britânica, análogo ao Emmy Awards nos Estados Unidos. Eles foram concedidos anualmente desde 1954 e estão abertos apenas a programas britânicos. Depois que todas as inscrições forem recebidas, elas serão votadas on-line por todos os membros qualificados da Academia. O vencedor é escolhido entre os quatro indicados por um júri especial de nove membros da academia para cada prêmio, os membros de cada júri selecionado pelo Comitê de Televisão da Academia.
O National Television Awards é uma cerimônia de premiação da televisão britânica, patrocinada pela ITV e iniciada em 1995. Embora não seja amplamente considerada tão prestigiosa quanto a BAFTA, os National Television Awards são provavelmente a cerimônia mais proeminente para a qual os resultados são votados pela TV. público geral. Ao contrário dos BAFTAs, o National Television Awards permite que programas estrangeiros sejam indicados, desde que tenham sido exibidos em um canal britânico durante o período elegível.

## Impacto cultural
Em 1963, Mary Whitehouse, enfurecida pelas políticas liberalizadoras seguidas por Sir Hugh Greene, então diretor geral da BBC, começou sua campanha de redação de cartas. Posteriormente, ela lançou a Clean Up TV Campaign e fundou a National Viewers 'and Listeners' Association em 1965. Em 2008, Toby Young escreveu em um artigo para o The Independent: "Na questão mais ampla de se o sexo e a violência na TV levaram a Como um colapso moral geral na sociedade como um todo, o júri ainda está fora. Ninguém duvida que a civilização ocidental esteja à beira do abismo ... mas é injusto culpar inteiramente a BBC2 e o Channel 4 ".
Em 2005, a transmissão da BBC de Jerry Springer: The Opera provocou 55.000 reclamações, e provocou protestos da organização cristã Christian Voice, e um processo privado contra a BBC pelo Christian Institute. Uma intimação não foi emitida.
Em 2007, o Sínodo Geral da Igreja da Inglaterra afirmou que programas como Celebrity Big Brother e Little Britain estavam erodindo os padrões morais. O Sínodo criticou as tendências de radiodifusão que "exploram a humilhação dos seres humanos para entretenimento público", e apelou a pesquisas para determinar o impacto comportamental das imagens sexuais ou violentas.

## Programação
A televisão britânica difere de outros países, como os Estados Unidos, na medida em que os programas produzidos no Reino Unido geralmente não têm uma longa temporada de cerca de 20 semanas. Em vez disso, eles são produzidos em uma série, um conjunto de episódios variando em duração, geralmente exibidos ao longo de um período de alguns meses.

## Serviços de vídeo na Internet
A TV via Internet pode ser transmitida ou baixada e consiste em conteúdo amador ou produzido profissionalmente. No Reino Unido, a maioria das emissoras oferece serviços de TV que permitem a visualização da TV por uma após a transmissão. O vídeo on-line pode ser visualizado por meio de dispositivos móveis, computadores, TVs equipadas com conexão à Internet incorporada ou TVs conectadas a um conversor externo, um dispositivo de streaming ou um console de jogos. A maioria dos provedores de TV aberta integrou seus set-top-boxes com vídeo na Internet para fornecer uma transmissão híbrida e serviço online.

### Serviços de catch-up
Desde 2006, os proprietários de canais e produtores de conteúdo do Reino Unido vêm criando serviços de Internet para acessar seus programas. Muitas vezes, eles estão disponíveis para uma janela após a programação da transmissão. Esses serviços geralmente bloqueiam usuários fora do Reino Unido.
| Nome do Serviço | Proprietário                               | Canais de transmissão com catch-up   | Período de Catch-up | Conteúdo adicional                           | Streamed | Download                 | Grátis/pago                                | Site   |
| --------------- | ------------------------------------------ | ------------------------------------ | ------------------- | -------------------------------------------- | -------- | ------------------------ | ------------------------------------------ | ------ |
| All 4           | Channel Four Television Corporation        | Channel 4, E4, More4, 4seven, 4Music | 30 dias             | Sim                                          | Sim      | Sim                      | Grátis                                     | [ 6 ]  |
| BBC iPlayer     | BBC                                        | BBC channels, S4C                    | 30 dias             | Sim                                          | Sim      | Sim                      | Grátis                                     | [ 7 ]  |
| Clic            | S4C                                        | S4C                                  | 7 dias              | Não                                          | Sim      | Não                      | Grátis                                     | [ 8 ]  |
| ITV Hub         | ITV plc                                    | ITV, ITV2-4, ITVBe, CITV             | 30 dias             | Não                                          | Sim      | Com assinatura           | Streaming: Grátis Assinatura Opcional \|\| |        |
| My5             | Viacom International Media Networks Europe | Channel 5, 5USA, 5STAR, 5Spike       | 30 dias             | Sim                                          | Sim      | Não                      | Grátis                                     | [ 10 ] |
| Sky Go          | Sky UK                                     | Up to 65 channels                    | Desconhecido        | Conjuntos de caixas com assinatura adicional | Sim      | Com assinatura adicional | Subscrição                                 | [ 12 ] |
| STV Player      | STV Group                                  | STV, STV2                            | 30 dias             | Não                                          | Sim      | Não                      | Grátis                                     | [ 13 ] |
| UKTV Play       | UKTV Media                                 | Dave, Really, Yesterday, Drama       | 30 dias             | Sim                                          | Sim      | Não                      | Grátis                                     | [ 14 ] |

### Serviços de vídeo on-line para conteúdo produzido profissionalmente
Existem inúmeros serviços on-line voltados para o Reino Unido, oferecendo uma combinação de opções de assinatura, aluguel e compra para a exibição de TV on-line. A maioria está disponível através de qualquer conexão com a Internet, no entanto, alguns exigem uma conexão de banda larga específica. Alguns serviços vendem serviços de terceiros, como o Prime Video da Amazon. Por questões de brevidade, a tabela a seguir não inclui serviços de catch-up ou somente amador, canais individuais, distribuidores de conteúdo ilegal ou adulto, serviços que apenas redistribuem canais de transmissão gratuitos ou serviços que não são direcionados ao Reino Unido.
| Serviço            | Proprietário                | Disponibilidade      |
| ------------------ | --------------------------- | -------------------- |
| All 4              | Channel 4 Television Corp   | Internet             |
| BBC iPlayer        | BBC                         | Internet             |
| BT TV              | BT Group                    | Banda Larga BT       |
| Curzon Home Cinema | Curzon Cinemas              | Internet             |
| DisneyLife         | Disney                      | Internet             |
| EE TV              | BT Group                    | EE banda larga       |
| Google Play        | Google                      | Internet             |
| Hayu               | NBC Universal               | Internet             |
| iTunes             | Apple                       | Internet             |
| My 5               | Viacom Int'l Media Networks | Internet             |
| Netflix            | Netflix                     | Internet             |
| NOW TV             | Sky UK Ltd                  | Internet             |
| Plusnet TV         | BT Group                    | Banda larga Plusnet  |
| Prime Video        | Amazon.com, Inc             | Internet             |
| Sky Go             | Sky UK Ltd                  | Internet             |
| Sky Sports Mobile  | Sky UK Ltd                  | Internet             |
| Sky Store          | Sky UK Ltd                  | Internet             |
| TalkTalk TV        | TalkTalk Group              | Banda larga TalkTalk |
| TV Player          | Simplestream                | Internet             |
| UKTV Play          | UKTV Media                  | Internet             |
| YouTube Movies     | Google                      | Internet             |

## Canais
Lista de canais em ordem alfabética.

### 0-9
| Canal  | Propriedade      |
| ------ | ---------------- |
| 4Music | Box Television   |
| 5*     | Northern & Shell |
| 5USA   | Northern & Shell |

### A
| Canal              | Propriedade                                       |
| ------------------ | ------------------------------------------------- |
| AIT International  | UK Entertainment Limited                          |
| Alibi              | UKTV (BBC Worldwide/Scripps Networks Interactive) |
| Al Jazeera English | Al Jazeera                                        |
| At The Races       | British Sky Broadcasting                          |

### B
| Canal             | Propriedade                |
| ----------------- | -------------------------- |
| B4U Movies        | B4U                        |
| BBC One           | BBC                        |
| BBC Two           | BBC                        |
| BBC Three         | BBC                        |
| BBC Four          | BBC                        |
| BBC HD            | BBC                        |
| BBC Alba          | BBC/MG Alba                |
| BBC News          | BBC                        |
| BEN               | Greener Technology Limited |
| BET               | Viacom                     |
| Bio.              | AETN UK                    |
| Bliss             | CSC Media Group            |
| Body In Balance   | Body In Balance Ltd        |
| British Eurosport | Groupe TF1                 |

### C
| Canal                | Propriedade                                                  |
| -------------------- | ------------------------------------------------------------ |
| C9TV                 | C9TV                                                         |
| CBBC                 | BBC                                                          |
| CBeebies             | BBC                                                          |
| CBS Action           | CBS Chello Zone                                              |
| CBS Drama            | CBS Chello Zone                                              |
| CBS Reality          | CBS Chello Zone                                              |
| Challenge            | Living TV Group (British Sky Broadcasting)                   |
| Channel 4            | Channel Four Television Corporation                          |
| Channel 5            | Northern & Shell                                             |
| Channel AKA          | Mushroom TV                                                  |
| Channel M            | Mint Group                                                   |
| Chart Show TV        | CSC Media Group                                              |
| Chelsea TV           | Chelsea F.C.                                                 |
| CITV                 | ITV Digital Channels Ltd (ITV plc, CITV Breakfast Ltd.)      |
| Clubland TV          | Penny Street TV Limited                                      |
| Comedy Central       | Paramount British Pictures (Viacom/British Sky Broadcasting) |
| Comedy Central Extra | Paramount British Pictures (Viacom/British Sky Broadcasting) |
| Controversial TV     | Edge Media                                                   |
| Current TV           | Current Media, Inc.                                          |

### D
| Canal                     | Propriedade                                       |
| ------------------------- | ------------------------------------------------- |
| Dance Nation TV           | CSC Media Group                                   |
| Dave                      | UKTV (BBC Worldwide/Scripps Networks Interactive) |
| Dave ja vu                | UKTV (BBC Worldwide/Scripps Networks Interactive) |
| Discovery                 | Discovery Networks Europe                         |
| Discovery Home & Health   | Discovery Networks Europe                         |
| Discovery Real Time       | Discovery Networks Europe                         |
| Discovery Shed            | Discovery Networks Europe                         |
| Discovery Travel & Living | Discovery Networks Europe                         |
| Diva TV                   | NBC Universal Global Networks                     |
| DMAX                      | Discovery Networks Europe                         |

### E
| Canal          | Propriedade                                            |
| -------------- | ------------------------------------------------------ |
| E!             | Comcast                                                |
| E4             | Channel Four Television Corporation                    |
| ESPN           | ESPN Inc. (The Walt Disney Company/Hearst Corporation) |
| ESPN America   | ESPN Inc. (The Walt Disney Company/Hearst Corporation) |
| ESPN Classic   | ESPN Inc. (The Walt Disney Company/Hearst Corporation) |
| Eurosport 2    | Groupe TF1                                             |
| Extreme Sports | Chello Zone                                            |

### F
| Canal            | Propriedade                                   |
| ---------------- | --------------------------------------------- |
| Fashion TV       | Michel Adam Lisowski                          |
| Film 24          | Wicked TV                                     |
| Film4            | Channel 4 Television Corporation              |
| Fitness TV       | Fitness TV Limited                            |
| Flaunt           | CSC Media Group                               |
| Flava            | CSC Media Group                               |
| Food Network     | Scripps Networks Interactive                  |
| Fox News Channel | Fox News Network LLC (News Corporation)       |
| France 24        | Groupe TF1/France Télévisions                 |
| FX               | Fox International Channels (News Corporation) |

### G
| Canal       | Propriedade                                       |
| ----------- | ------------------------------------------------- |
| Gala TV     | Gala Group                                        |
| Gay Date TV | Euro Digital Corporation Limited                  |
| Gay Network | 4D Interactive Limited                            |
| Gay TV      | Northern and Shell                                |
| Gems TV     | The Colourful Company Group Ltd.                  |
| Gems TV 2   | The Colourful Company Group Ltd.                  |
| Geo News    | Independent Media Corporation                     |
| GEO UK      | Independent Media Corporation                     |
| Glory TV    | Glory TV Ltd.                                     |
| GOD TV      | The Angel Foundation                              |
| GOD Europe  | The Angel Foundation                              |
| G.O.L.D.    | UKTV (BBC Worldwide/Scripps Networks Interactive) |
| Good Food   | UKTV (BBC Worldwide/Scripps Networks Interactive) |

### H
| Canal              | Propriedade                                       |
| ------------------ | ------------------------------------------------- |
| Hallmark Channel   | NBC Universal Global Networks                     |
| Horse & Country TV | Horse & Country TV Limited                        |
| History            | A&E Television Networks/BSkyB                     |
| Home               | UKTV (BBC Worldwide/Scripps Networks Interactive) |
| House of Fun       | House of Fun TV Limited                           |
| Hustler TV         | LFP Broadcasting                                  |

### I
| Canal               | Propriedade                        |
| ------------------- | ---------------------------------- |
| Ideal World         | Ideal Shopping Direct plc          |
| Ideal World 2       | Ideal Shopping Direct plc          |
| Ideal World 3       | Ideal Shopping Direct plc          |
| Information TV      |                                    |
| Inspiration Network |                                    |
| Islam Channel       | Islam Channel Limited              |
| ITV                 | ITV Network Limited                |
| ITV2                | ITV Digital Channels Ltd (ITV plc) |
| ITV3                | ITV Digital Channels Ltd (ITV plc) |
| ITV4                | ITV Digital Channels Ltd (ITV plc) |
| ITV HD              | ITV Digital Channels Ltd (ITV plc) |

### J
| Canal                 | Propriedade                      |
| --------------------- | -------------------------------- |
| JML                   |                                  |
| JML Active            |                                  |
| JML Innovation        |                                  |
| JML Cookshop          |                                  |
| The Jewellery Channel | The Jewellery Channel UK Ltd.    |
| Jewellery Maker       | The Colourful Company Group Ltd. |

### K
| Canal       | Propriedade        |
| ----------- | ------------------ |
| Kerrang! TV | Box Television Ltd |
| KICC TV     |                    |
| Kiss TV     | Box Television Ltd |
| Kix!        | CSC Media Group    |

### L
| Canal            | Propriedade                                |
| ---------------- | ------------------------------------------ |
| LFC TV           | Liverpool F.C./Setanta Sports              |
| Live Roulette TV | Netplay TV Broadcasting Limited            |
| Live XXX Babes   | Satellite Entertainment Limited            |
| Living           | Living TV Group (British Sky Broadcasting) |
| Livingit         | Living TV Group (British Sky Broadcasting) |
| Loveworld TV     | Loveworld Ltd.                             |
| Lucky Star       | Escape Channel Limited                     |
| Luxe TV          | DVL TV S.A.                                |

### M
| Canal                | Propriedade                                     |
| -------------------- | ----------------------------------------------- |
| Magic TV             | Box Television Ltd                              |
| MATV                 | Vinod Popat                                     |
| MAX                  | Multi Screen Media Pvt. Ltd.                    |
| Max TV               | Datel Holdings Ltd.                             |
| Men & Motors         | ITV Digital Channels Ltd (ITV plc)              |
| Men&Movies           | Dolphin Broadcast Services Ltd.                 |
| More4                | Channel 4 Television Corporation                |
| Motors TV            |                                                 |
| Movies 24            | NBC Universal Global Networks                   |
| Movies4Men           | Dolphin Broadcast Services Ltd.                 |
| Movies4Men 2         | Dolphin Broadcasting Services Ltd.              |
| MTA                  | Ahmadiyya Muslim Community                      |
| MTV Base             | MTV Networks Europe                             |
| MTV Dance            | MTV Networks Europe                             |
| MTV Hits             | MTV Networks Europe                             |
| MTV One              | MTV Networks Europe                             |
| MTV Two              | MTV Networks Europe                             |
| MTV R                | MTV Networks Europe                             |
| MTVNHD               | MTV Networks Europe                             |
| Music Choice         | Music Choice Europe Ltd.                        |
| Music Choice Extra   | Music Choice Europe Ltd.                        |
| Music India          | Media Worldwide Pvt. Ltd.                       |
| Manchester United TV | Manchester United F.C./British Sky Broadcasting |
| My Channel           | ETV/AIM                                         |

### N
| Canal                       | Propriedade                                                                 |
| --------------------------- | --------------------------------------------------------------------------- |
| National Geographic Channel | NGC-UK Partnership (National Geographic Society/Fox International Channels) |
| National Geographic Wild    | NGC-UK Partnership (National Geographic Society/Fox International Channels) |
| NDTV 24x7                   | NDTV                                                                        |
| NDTV Imagine                | NDTV                                                                        |
| NHK World                   | NHK                                                                         |
| Nick Jr.                    | Nickelodeon UK (MTV Networks Europe/British Sky Broadcasting)               |
| Nick Jr. 2                  | Nickelodeon UK (MTV Networks Europe/British Sky Broadcasting)               |
| Nickelodeon                 | Nickelodeon UK (MTV Networks Europe/British Sky Broadcasting)               |
| Nicktoons                   | Nickelodeon UK (MTV Networks Europe/British Sky Broadcasting)               |
| NME TV                      | CSC Media Group                                                             |
| Nollywood Movies            | Nollywood Movies Limited                                                    |
| Noor TV                     | Al Ehya Digital Television Ltd.                                             |
| Northern Birds              | Satellite Entertainment Limited                                             |
| NTA International           | Nigerian Television Authority                                               |

### O
| Canal          | Propriedade          |
| -------------- | -------------------- |
| Ocean finance  | Canis Media          |
| Omusic TV      | Open Access Group    |
| Open Heaven TV |                      |
| OBE TV         | New OBE Channel Ltd. |
| Open Access 2  | Open Access Group    |
| Open Access 3  | Open Access Group    |
| Over 18 TV     | Over 18 TV Ltd.      |

### P
| Canal            | Propriedade                     |
| ---------------- | ------------------------------- |
| PCNE Chinese     | Phoenix Television              |
| Peace TV         | Zakir Naik                      |
| Pitch TV         | Pitchwell Group Ltd.            |
| Pitch World      | Pitchwell Group Ltd.            |
| Playboy TV       | Playboy Enterprises             |
| Playhouse Disney | Disney-ABC Television Group     |
| Pop Girl         | CSC Media Group                 |
| POP!             | CSC Media Group                 |
| Press TV         | Press TV                        |
| price-drop tv    | sit-up Ltd                      |
| Propeller TV     | Image Channel Company Limited   |
| Psychic TV       | Majestic TV Limited             |
| PTV Global       | Pakistan Television Corporation |
| PTV Prime        | Pakistan Television Corporation |
| Pub Channel      | British Sky Broadcasting        |

### Q
| Canal | Propriedade           |
| ----- | --------------------- |
| Q     | Box Television Ltd    |
| QUEST | Discovery Networks UK |
| QVC   | QVC                   |

### R
| Canal                   | Propriedade                                       |
| ----------------------- | ------------------------------------------------- |
| Rabbit Chat And Date    | Teletext Ltd                                      |
| Racing UK               | Racing Post/31 UK Racecourses                     |
| Real Madrid TV          | Real Madrid C.F.                                  |
| Really                  | UKTV (BBC Worldwide/Scripps Networks Interactive) |
| Record TV International | Record TV Network                                 |
| Red Hot TV              | Northern and Shell                                |
| Revelation TV           | Revelation TV Limited                             |
| Rocks TV                | The Colourful Company Group Ltd.                  |
| Rush HD                 | Rainbow Media                                     |
| Russia Today            | RIA Novosti                                       |

### S
| Canal                        | Propriedade                    |
| ---------------------------- | ------------------------------ |
| S4C Digidol                  | Welsh Fourth Channel Authority |
| S4C2                         | S4C                            |
| SAB TV                       | Multi Screen Media Pvt. Ltd.   |
| Sangat TV                    | Sangat TV Limited              |
| Super casino                 | Netplay group                  |
| Sci-Fi                       | NBC Universal Global Networks  |
| Scuzz                        | CSC Media Group                |
| Setanta Ireland              | Setanta Sports                 |
| Setanta Sports 1             | Setanta Sports                 |
| Seven                        | Immage Studios Ltd             |
| Sony TV Asia                 | Sony Pictures Entertainment    |
| Shop on TV                   | Jungle.uk.com Ltd.             |
| Shorts TV                    |                                |
| Sikh Channel                 | TV Legal Limited               |
| Sikh TV                      | Sikh Media Limited             |
| Smile TV 2                   | Cellcast group                 |
| Sky1                         | British Sky Broadcasting       |
| Sky2                         | British Sky Broadcasting       |
| Sky3                         | British Sky Broadcasting       |
| Sky Arts 1                   | British Sky Broadcasting       |
| Sky Arts 2                   | British Sky Broadcasting       |
| Sky Box Office               | British Sky Broadcasting       |
| Sky Customer Channel         | British Sky Broadcasting       |
| Sky Movies Action & Thriller | British Sky Broadcasting       |
| Sky Movies Classics          | British Sky Broadcasting       |
| Sky Movies Comedy            | British Sky Broadcasting       |
| Sky Movies Drama             | British Sky Broadcasting       |
| Sky Movies Family            | British Sky Broadcasting       |
| Sky Movies Indie             | British Sky Broadcasting       |
| Sky Movies Modern Greats     | British Sky Broadcasting       |
| Sky Movies Premiere          | British Sky Broadcasting       |
| Sky Movies Sci Fi & Horror   | British Sky Broadcasting       |
| Sky Movies Screen 1          | British Sky Broadcasting       |
| Sky Movies Screen 2          | British Sky Broadcasting       |
| Sky News                     | British Sky Broadcasting       |
| Sky Poker                    | British Sky Broadcasting       |
| Sky Sports 1                 | British Sky Broadcasting       |
| Sky Sports 2                 | British Sky Broadcasting       |
| Sky Sports 3                 | British Sky Broadcasting       |
| Sky Sports 4                 | British Sky Broadcasting       |
| Sky Sports News              | British Sky Broadcasting       |
| Sky Travel                   | British Sky Broadcasting       |
| Sky Vegas                    | British Sky Broadcasting       |
| Smart Live Casino TV         |                                |
| Smash Hits                   | Box Television Ltd             |
| SmileTV 3                    | Cellcast Group                 |
| Speed auction TV             | Sit-up Ltd                     |
| STAR Gold                    | STAR TV                        |
| STAR News                    | STAR TV                        |
| STAR One                     | STAR TV                        |
| STAR Plus                    | STAR TV                        |
| Starz                        | Video Interactive Television   |
| Stop + Shop                  | Thane International Inc.       |

### T
| Canal             | Propriedade                                                |
| ----------------- | ---------------------------------------------------------- |
| Takbeer TV        | Takbeer TV Limited                                         |
| TBN Europe        |                                                            |
| TCM               | Turner Broadcasting System Europe (Time Warner)            |
| TCM 2             | Turner Broadcasting System Europe (Time Warner)            |
| Teachers' TV      | Education Digital Ltd. / Education Digital Management Ltd. |
| Teletext Holidays | Teletext Ltd.                                              |
| Television X      |                                                            |
| Thane Direct      | Thane International Inc.                                   |
| Thomas Cook TV    |                                                            |
| Tiny Pop          | CSC Media Group                                            |
| Travel Channel    |                                                            |
| True Movies       | Moving Movies Ltd (CSC Media Group)                        |
| True Movies 2     | Moving Movies Ltd (CSC Media Group)                        |
| TV Shop           |                                                            |

### U
| Canal                    | Propriedade      |
| ------------------------ | ---------------- |
| UCB TV                   |                  |
| UK Entertainment Channel |                  |
| Unexplained Channel      | Monster Pictures |

### V
| Canal          | Propriedade                                |
| -------------- | ------------------------------------------ |
| The Vault      | CSC Media Group                            |
| VH1            | MTV Networks Europe                        |
| VH1 Classic    | MTV Networks Europe                        |
| Virgin1        | Living TV Group (British Sky Broadcasting) |
| Vision News TV | Vision-News.TV Ltd                         |
| VIVA           | MTV Networks Europe                        |

### W
| Canal           | Propriedade                                       |
| --------------- | ------------------------------------------------- |
| Watch           | UKTV (BBC Worldwide/Scripps Networks Interactive) |
| Wedding TV      |                                                   |
| Wedding TV Asia |                                                   |
| Wonderful       |                                                   |
| Word Network    |                                                   |

### X
| Canal        | Propriedade |
| ------------ | ----------- |
| Xplicit XXX  |             |
| Xtreme Babes |             |

### Y
| Canal     | Propriedade                                       |
| --------- | ------------------------------------------------- |
| Yesterday | UKTV (BBC Worldwide/Scripps Networks Interactive) |
| York@54   | EBS New Media                                     |

### Z
| Canal       | Propriedade |
| ----------- | ----------- |
| Zee Cinema  | Zee Network |
| Zing        | Zee Network |
| Zee TV      | Zee Network |
| Zone Horror | Chello Zone |